# Кіровський (Бєлгородська область)
Кіровський (рос. Кировский) — селище в Івнянському районі Бєлгородської області Російської Федерації.
Населення становить 130  осіб. Входить до складу муніципального утворення міське поселення селище Івня.

## Історія
Населений пункт розташований у східній частині української суцільної етнічної території — східній Слобожанщині.
Згідно із законом від 20 грудня 2004 року № 159 від 20 грудня 2004 року органом місцевого самоврядування було міське поселення селище Івня.

## Населення
| 2002 | 2010 |
| ---- | ---- |
| 169  | ↘130 |